# Прахеваджра
Прахеваджра или Прамодаваджра (около 55, родился 184 год до н. э. по традиционным источникам) (тиб. དགའ་རབ་རྡོ་རྗེ་, Вайли: dga’ rab rdo rje, рус.: Гараб Дордже; санскрит: Прахеваджра или Прамодаваджра, В Уддияне Прахаршаваджра — Радостная Ваджра) полулегендарный первый человеческий учитель ати-йоги (тиб. Дзогчен) или Великое Совершенство в соответствии с тибетским буддизмом. До Прахеваджры это учение было распространено только в божественных мирах «чистых землях» (IAST: śuddhanivāsa) Будд и дэвов. 
Согласно текстам раздела Тайных Наставлений Дзогчена (Мэннгагдэ), Гараб Дордже Ваджр высшего блаженства; родился через 360 лет после паринирваны будды Шакьямуни, то есть в 184 году до н. э. в царстве Уддияна (тиб. Ургьен), которое было расположено к северо-западу от Индии, в районе современного Пакистана (долина Сват), Афганистана и Таджикистана. По другой версии, согласно «Vairo-rgyud-'bum» — собранию сочинений, переведённых на тибетский язык Вайрочаной, Гараб Дордже родился через двадцать восемь лет после ухода Будды, то есть в 516 году до н. э. Последняя дата согласуется с традицией, по которой Гараб Дордже считается сыном Прахарини, принцессы Уддияны, дочери царя Индрабхути, увидевшего Падмасамбхаву на озере Дханакоша через восемь лет после паринирваны будды Шакьямуни. Согласно же традиционным источникам Ньингма, Гараб Дордже родился через 166 лет спустя после паринирваны Будды, датируемой в тибетских источниках 881 г. до н. э. Западные учёные[кто?] утверждают, что это произошло на 220 лет позднее.
Прахеваджра передал учения Манджушримитре, который был его главным учеником. Падмасамбхава также получил передачу тантр от Гараба Дордже. Прахеваджра получил расширенное учение махайоги Гухьягарбха-тантра от Махасидха Куккураджа.

## Происхождение
Родился (сын Су-дхармы, дочери царя Упа-раджа, жившей на острове в озере) в стране Уддияна, в этой стране также родился Падмасамбхава, Прахеваджра получил все Тантры, тексты и устное наставление Дзогчена непосредственно от Ваджрасаттвы и Ваджрапани. В другом источнике его мать называют Парани и указано, что она жили на озере Кутра.
Даргйай, et. al. (1977, 1998: p.19) передаёт Агиографию рождения Гараба Дордже, также как краткую историю его матери и её родителей; видение вазы Астамангала, Трилоки, 'Трёх ваджр' и других объектов:

Господин тайны (gSang-ba’i-bdag-po) поручил Держателям мудрости (Rig-'dsin) в Дханакосе в Уддияне в современной долине Сват. Там был большой храм, называемый Бде-бйед-брцегс-па; его окружало 1608 маленьких часовен. Царь Упараджа, и царица сНанг-ба-гсал-ба’и-од-лдан-ма жили там. У них была дочь по имени Судхарма; она приняла монашеские обеты. Судхарма, вместе со служанками, поселилась на острове и практиковала Йога-Тантру (рнал-'бйор-гйи ргйуд). Однажды ночью Судхарма приснился белый человек, который был чистым и прекрасным и он пришёл к ней. Он держал кристальный сосуд в руках. Три раза он поднимал сосуд над короной на её голове, и свет излился из сосуда. Когда это случилось, она увидела три мира чисто и ясно. Вскоре Судхарма родила истинного сына богов.

## Заветы Прахеваджры
После своей смерти Прахеваджра передал свои заветы Манджушримитре. Это были три заповеди, известные как «Три слова что Поразили Сердце Сущности» или Циг Сум Недек  (тиб. tshig gSum gNad brDeg), суммировавшие всё учение Дзогчен:
- Одно введение в истинную природу или «Прямое введение» (тиб. ngo rang thog tu sPrad)
- Одно несомненное достижение этого истинного состояния или «Оставляющее без сомнения» (тиб. thag gCig thog dug Cad)
- Одно продолжение с уверенностью в освобождении или «Продолжение в недвойственном состоянии» (тиб. gDengs grol thog du ’cha’)

## Работы
- 'Разрезая три времени' (Вайли: Dus gsum chig chod)
- 'Подавление шести видов Сознания с Сиянием' (Вайли: Tshogs drug zil gnon)
- 'Истинная Свобода что не имеет характеристик' (Вайли: mTshan ma rang grol)
- 'Прямая встреча с тремя Каями'(Вайли: sKu gsum thug phrad)
- 'Крепость Ваджры' (Вайли: rDo rje mkhar rdzong)
- 'Глубокое погружение в сознание' (Вайли: Rig pa spyi blugs)